# 기타시노다역
기타시노다역(일본어: 北信太駅, きたしのだえき 키타시노다에키[*])은 일본 오사카부 이즈미시에 위치한 서일본 여객철도의 역이다.

## 역 구조
상대식 승강장으로 2면 2선의 지상역이다. 역사는 히네노 방면 승강장의 히네노 가까이에 있어 반대쪽인 덴노지 방면 승강장과는 지하도로 연결되어 있다. 배리어 프리 시설이 되어 있어 덴노지 방면 승강장의 히네노 방면으로 경사면이 존재하기 때문에 인터폰으로 역무원을 호출하여 도움을 받을 수 있다.
이코카 및 제휴 교통카드의 사용이 가능하다.

### 승강장
| 1 | ■ 한와 선 | 구마토리 · 간사이 공항 · 와카야마 방면           |
| 2 | ■ 한와 선 | 오토리 · 덴노지 · 오사카(간쿠ㆍ기슈지 쾌속) 방면 |

## 역사
- 1932년 2월 2일: 한와 전기 철도 오토리역 ~ 시노다아먀 역
- 1940년 12월 1일: 회사 간 인수 합병에 따라 난카이 전기 철도 야마노테 선의 소속이 되었다.
- 1944년 5월 1일: 국유화에 따라 일본국유철도의 소속이 됨과 동시에 역으로 승격하였다.
- 1987년 4월 1일: 민영화에 따라 서일본 여객철도의 소속이 되었다.
- 2003년 11월 1일: 이코카의 사용이 개시되었다.

## 인접정차역
| 서일본 여객철도 한와 선 | 서일본 여객철도 한와 선 | 서일본 여객철도 한와 선  |
| ----------------------- | ----------------------- | ------------------------ |
| 도노키 덴노지 방면      | ■ 한와 선 보통          | 시노다야마 와카야마 방면 |